# Neil Versfeld
Neil Robert Versfeld, né le 29 mars 1985 à Durban, est un nageur sud-africain.

## Carrière
Aux Jeux africains de 2003 à Abuja, Neil Versfeld est médaillé d'or du 200 mètres brasse, médaillé d'argent du 400 mètres quatre nages ainsi que médaillé de bronze du 200 mètres quatre nages.
Il participe ensuite aux Jeux olympiques d'été de 2004 à Athènes, où il est éliminé en demi-finales du 200 mètres brasse.
Il devient par la suite entraîneur assistant de natation à l'Université de Géorgie, où il a étudié. Il est le mari de la nageuse américaine Michelle McKeehan.